# Сенке (музичка група)
Група Сенке је основана 1963. године у Kрагујевцу.

## Историја

### Почетак
Оснивач групе Михаило Цидилко Циско је пре доласка у Крагујевац на студије у Смедереву већ имао бенд који се звао Ураган. Поред њега још један члан смедеревских Урагана долази у Крагујевац на студије: извесни Пера (презиме непознато).
Њима се убрзо придружују Слободан Цоле Димитријевић и Раде, и тако настаје прва постава крагујевачких Сенки.

### 1963-1966
Први званични наступ Сенки је био у биоскопској дворани «Пионир» на «Сусретима младих».
Годину дана касније долази до првих персоналних промена: групу напуштају Пера и Раде, а нови чланови Сенки постају Војкан Јанковић басиста и Асим Мујевић бубњар.
Године 1966. Војкан Јанковић одлази из групе, а на његово место долази у то време четрнаестогодишњи Зоран Милановић.

### 1966-1970
После престанка са радом крагујевачке групе Далеки Хоризонти, у Сенке долази Жика Томић, клавијатуриста.
Група дефинитивно престаје са радом априла 1970. године.

## Чланови групе
- Михаило Цидилко Циско, гитариста (1963-1970)
- Војкан Јанковић, басиста (1964-1966)
- Асим Мујевић бубњар
- Зоран Милановић, басиста (1966-1970)
- Слободан Цоле Димитријевић, гитариста (1963-1970)
- Жика Томић клавијатуриста (1968-1970)
- Јовица Цветковић Кенац, гитариста

## Дискографија
Као и већина група из тог времена, ни Сенке иза себе нису оставиле дискографски материјал.
Вредно помена јесу радио-снимци урађени за Радио Крагујевац и Радио Светозарево.

## Галерија
- Асим Мујевић